# Чачинци
Ча́чинци (хорв. Čačinci) — община с центром в одноимённом посёлке на северо-востоке Хорватии, в Вировитицко-Подравской жупании. Население 2088 человека в самом посёлке и 2775 человек во всей общине (2011). Большинство населения — хорваты (87 %), сербы — 8 %. В состав общины кроме самих Чацинцев входят ещё 11 деревень. Большинство населения занято в сельском хозяйстве.
Посёлок расположен на Подравинской низменности в восточной части жупании близ границы с Осиецко-Бараньской жупанией. К югу от Чачинцев начинаются склоны холмистой гряды Папук, где организован природный парк. В 6 километрах к юго-востоку от Чачинцев находится город Ораховица. В 15 км к северо-западу расположена Слатина, в 15 км к юго-востоку — Нашице.
Через Чацинци проходит железнодорожная магистраль Копривница — Осиек (участок Слатина — Нашице). Есть одноимённая железнодорожная платформа. Также через посёлок проходит автодорога D2 Вараждин — Копривница — Осиек.